# Aethina tumida
Aethina tumida – gatunek małego chrząszcza z rodziny łyszczynkowatych (Nitidulidae). Jest szkodnikiem pasiek pszczelich.

## Historia
Aethina tumida był gatunkiem endemicznym dla Afryki subsaharyjskiej. Poza Afryką stwierdzono go po raz pierwszy w 1998 w pasiekach na Florydzie w Stanach Zjednoczonych i rozprzestrzenił się na kolejne stany, m.in. w Karolinie Południowej i Georgii
Chrząszcz ten został zawleczony również do Australii, gdzie stwierdzono go po raz pierwszy w 2002 roku w Nowej Południowej Walii.

## Biologia
Dojrzałe chrząszcze mają wydłużony kształt, spłaszczone ciało długości 1/3 ciała pszczoły robotnicy. Są czarno ubarwione, mają trzy pary nóg i maczugowato zakończone czułki. Żerują w ulu i w pomieszczenich, w których przechowywane są plastry. 
Samica składa jaja w ulu na plastrach i w szparach ula. Po 2-4 dniach wygryza się z jajeczka larwa, która podobnie jak dorosłe chrząszcze żywi się jajami i czerwiem pszczoły, pyłkiem, miodem i woskiem. Po 7-21 dniach larwy wypełzają z ula i spadają na ziemię, gdzie zagrzebują się i przechodzą w stadium poczwarki. Po 3-4 tygodniach z poczwarki wygryzają się młode chrząszcze. W ciągu pierwszych dwóch dni chrząszcze są bardzo ruchliwe, latają w promieniu 25 km. Kierując się zapachem rodziny pszczelej, przedostają się do ula.

## Objawy inwazji

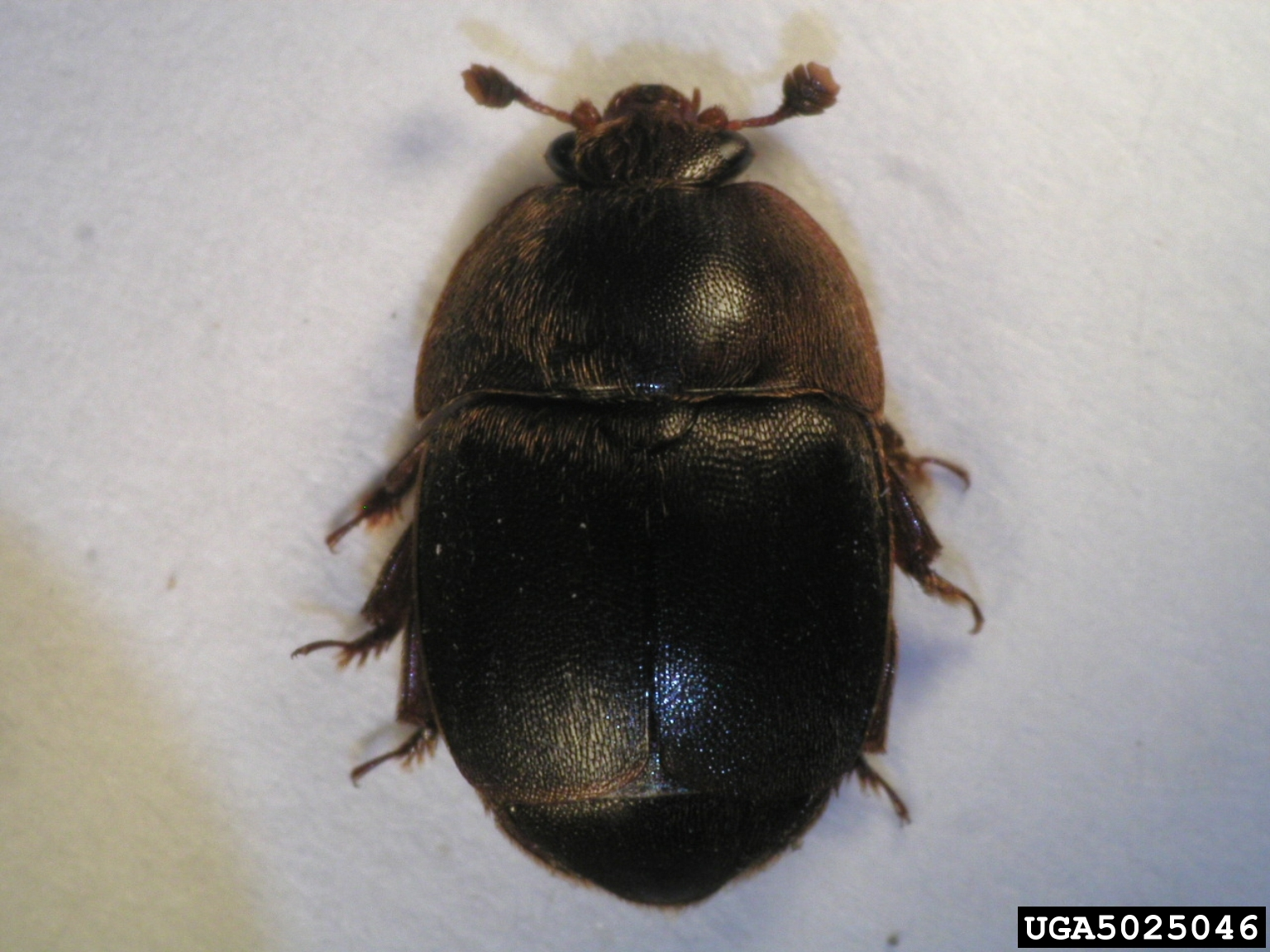
Chrząszcz Aethina tumida

Pszczoła nie potrafi się bronić przed tym chrząszczem. Wystarczy, że do ula przedostanie się kilka samic, aby wylęgające się ze złożonych jaj larwy masowo niszczyły plastry i czerw. Uszkodzone plastry nie nadają się do wychowu czerwiu ani do magazynowania miodu i pyłku. Odchody larw zanieczyszczają miód, który ulega fermentacji i wycieka z komórek plastra. Larwy wydzielają też nieprzyjemny zapach, który działa na pszczoły odstraszająco.

## Zwalczanie
Zwalczanie chrząszcza polega na utrzymywaniu czystości w ulu oraz niszczeniu w glebie larw. Stosowane są też środki do niszczenia larw w ulu. Chrząszcz ten ginie w zimie poza rodziną pszczelą i w nieogrzewanych pomieszczeniach. Przy temperaturze powietrza poniżej –12 °C giną wszystkie jego stadia rozwojowe.